# Empis proxima
Empis proxima är en tvåvingeart som beskrevs av Johann Wilhelm Meigen 1838. Empis proxima ingår i släktet Empis och familjen dansflugor.
Artens utbredningsområde är Belgien. Inga underarter finns listade i Catalogue of Life.